# Acanthurus dussumieri

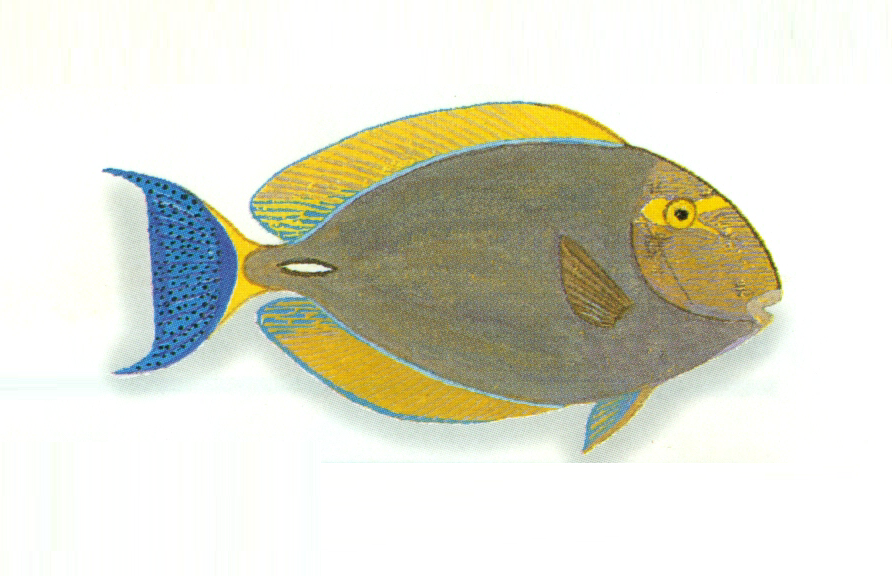
Acanthurus dussumieri

Acanthurus dussumieri és una espècie de peix pertanyent a la família dels acantúrids.

## Descripció
- Pot arribar a fer 54 cm de llargària màxima (normalment, en fa 35).
- 9 espines i 25-27 radis tous a l'aleta dorsal i 3 espines i 24-26 radis tous a l'anal.
- És de color marró pàl·lid.
- Presenta línies irregulars i amples al cap i una franja de color taronja entre els ulls.[3][4]

## Alimentació
Menja algues (incloent-hi diatomees) i detritus.

## Hàbitat
És un peix marí, associat als esculls i de clima tropical (24 °C-28 °C; 29°N-36°S, 0°W-155°W) que viu entre 4 i 131 m de fondària (normalment, entre 9 i 130).

## Distribució geogràfica
Es troba des de l'Àfrica oriental (incloent-hi les illes Mascarenyes) fins a les illes Hawaii, les illes de la Línia, el sud del Japó, el sud de la Gran Barrera de Corall i l'illa de Lord Howe. És absent de la major del Pacífic central.

## Costums
És bentopelàgic i principalment diürn.

## Ús comercial
És bo com a aliment.

## Observacions
És inofensiu per als humans.